# WhoSampled
WhoSampled este un site web și o bază de date de aplicații cu informații despre muzică eșantionată sau muzică bazată pe eșantioane, interpolări, cover-uri și remix-uri.

## Istoric
Nadav Poraz a fondat site-ul în Londra, în 2008, ca o modalitate de a urmări mostre muzicale și cântece cover. Aplicațiile mobile au fost lansate în 2012 și 2014 pentru iPhone și Android. Baza de date a site-ului este generată de utilizatori și revizuită de moderatori înainte ca conținutul să intre în direct. În 2015, site-ul a adăugat suport pentru clipuri de film și televiziune. Anul următor, a încheiat un parteneriat cu Spotify și a introdus un joc inspirat de șase grade de separare, care urmărește relațiile dintre artiști, producători și piesele lor.